# Dagny Juel Przybyszewska
Dagny Juel Przybyszewska (8. června 1867, Kongsvinger – 5. června 1901, Tbilisi) byla norská spisovatelka a překladatelka, autorka čtyř divadelních her, jedné povídky a souboru básní. V 90. letech 19. století byla múzou berlínské umělecké společnosti v baru Zum Schwarzen Ferkel (U Černého selete) a navázala úzké vztahy se spisovatelem Augustem Strindbergem a malířem Edvardem Munchem, kterému stála modelem. Později se vdala za polského autora Stanisława Przybyszewského a do norštiny přeložila některá z jeho děl. V roce 1901 byla zavražděna rodinným přítelem Władysławem Emerykem v hotelovém pokoji v gruzínském Tbilisi. Z jejího nepříliš rozsáhlého díla bylo v češtině publikováno dekadentní drama Hřích.

## Mládí a odjezd do Berlína
Dagny Przybyszewska se narodila 8. června 1867 v norském Kongsvingeru jako Dagny Juell. Jejím otcem byl lékař Hans Lemmich Juell, politicky i kulturně činný člověk urozeného původu a jeden z nejvýznamnějších skandinávských lékařů své doby, ošetřovatel švédského krále. Dagny vyrůstala ve stínu starší sestry Gudrun, považované za neobyčejně talentovanou a pohlednou, a měla také dvě mladší sestry, Astrid a Ragnhild.

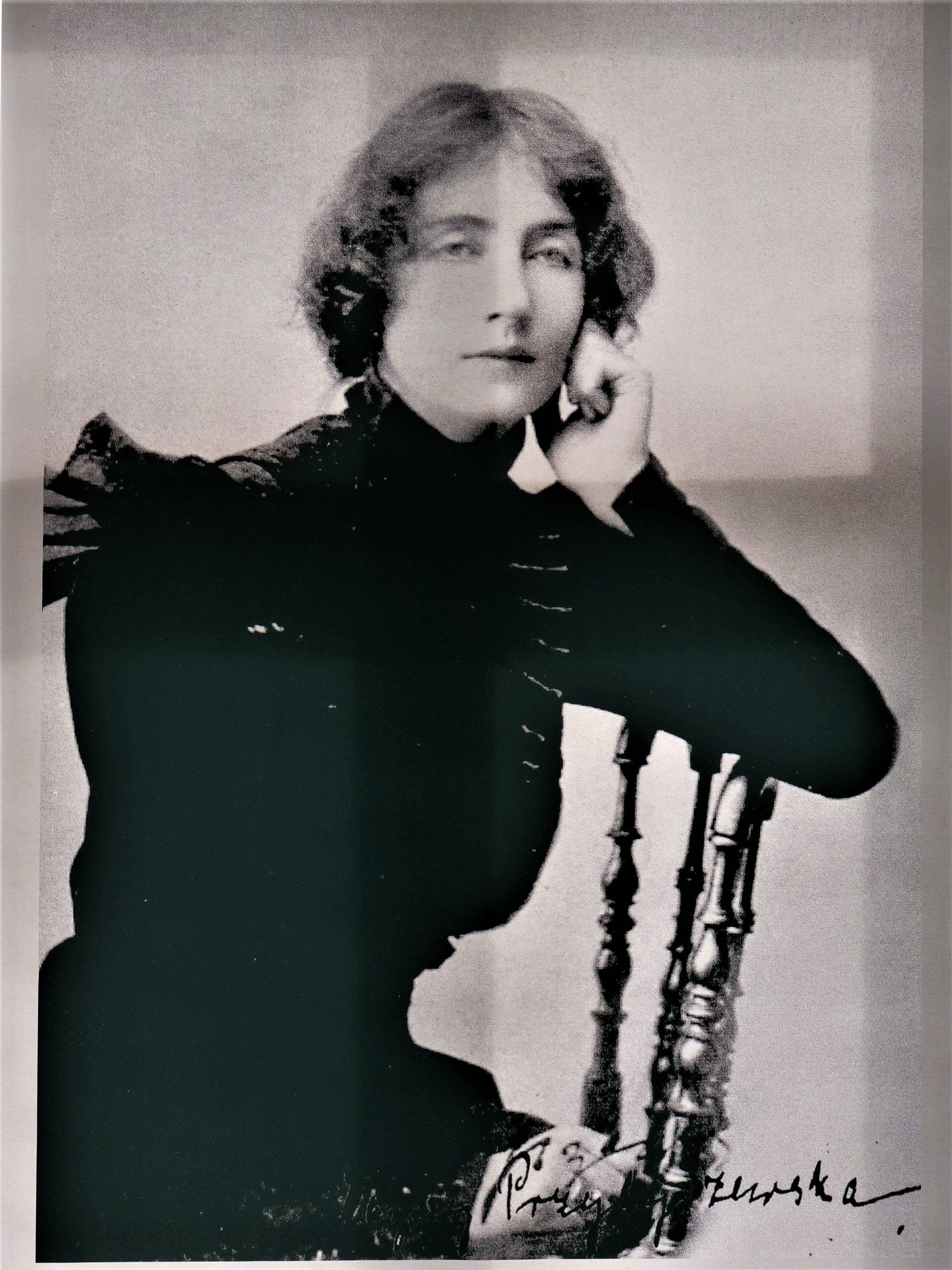
Fotografie Przybyszewské

Stejně jako sestry věnovala Dagny značnou pozornost hudbě. Poté, co Dagny poznala společnost v Kristianii (dobový název Osla), odcestovala za účelem studia hudby v únoru roku 1892 do Berlína, přestože původně se chystala za sestrou Ragnhild do Paříže. Od počátku 90. let také začala své příjmení zapisovat jako „Juel“, bez druhého „l“, a této variantě dala nakonec přednost.
Od března roku 1893 začala Juel navštěvovat bar Zum Schwarzen Ferkel (U Černého selete), kde rychle oslnila místní uměleckou a kulturní společnost. Prožila třítýdenní románek se spisovatelem Augustem Strindbergem, přestože byl zasnouben s Fridou Uhlovou; Strindberg na osobě své milenky později založil ve svých prózách postavy nebezpečných a znepokojivých žen. Těsné vztahy navázala Dagny Juel také se švédským spisovatelem Bengtem Lidforssem a německým autorem Carlem Ludwigem Schleichem.
Blízko měla rovněž k malíři Edvardu Munchovi a nelze vyloučit, že šlo o milostný poměr. Běžně se uvažuje také o tom, že se tito dva umělci znali již v dětství a milostně se sblížili v Kristianii v 80. letech. Mladá žena stála Munchovi modelem; obraz Dvě sestry zobrazuje Dagny u klavíru, zatímco její sestra Ragnhild, která se prosadila jako operní pěvkyně, stojí obrácena k pozorovateli a zpívá. Pro svou pozici „femme fatale“ stojící ve středu uměleckého kroužku bývá Dagny Juel srovnávána s Lou Andreas-Salomé. Je možné, že Dagny Juel byla rovněž předlohou pro Munchovu Madonu, badatelé jako Arne Ludvig Brenna nebo Mary Kay Norseng tuto domněnku nicméně spíše zavrhují.

## Manželství a čas tvorby

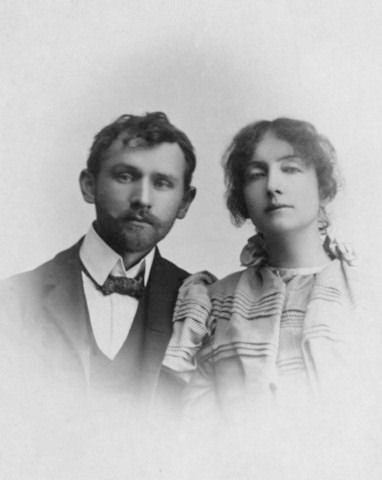
Stanisław („Stachu“) a Dagny Przybyszewští (1897/98)

Ještě na jaře roku 1893 se Dagny Juel seznámila s polským dekadentním spisovatelem Stanisławem Przybyszewským a několik měsíců poté se za něj vdala – sama spisovatelka událost později okomentovala slovy, že ke svatbě došlo jednoduše proto, že jednoho dne měli nazbyt marku – finanční obnos nutný k zaplacení obřadu. Manželství bylo problematické a neustále jej narušovaly skandály, zrady a odloučení. V září 1895 se dvojici narodil syn Zenon, v říjnu 1897 dcera Iwa; matka nicméně děti často ponechávala v cizí péči.
Zejména ve druhé polovině 90. let byla Przybyszewska rovněž literárně činná. Prvním textem byla v prosinci roku 1893 povídka „Rediviva“ o zničující lásce. Psala však především divadelní hry. V roce 1896 bylo časopisecky publikováno drama Den sterkere (Silnější). Hra Hřích byla v roce 1899 uveřejněna v překladu do polštiny (Przybyszewského překlad v časopise Życie) a češtiny (anonymní překlad, snad Kosterkův). Kromě dramat byla také autorkou lyrické poezie a sestavila prozaicko-poetický cyklus Sing mir das Lied vom Leben und vom Tode (Zpívej mi píseň o životě a smrti). Část těchto textů, včetně povídky „Rediviva“ a básnického souboru „Digte“ (Básně), však objevili a uveřejnili až v průběhu 70. let 20. století badatelé Ole Michael Selberg a Martin Nag.

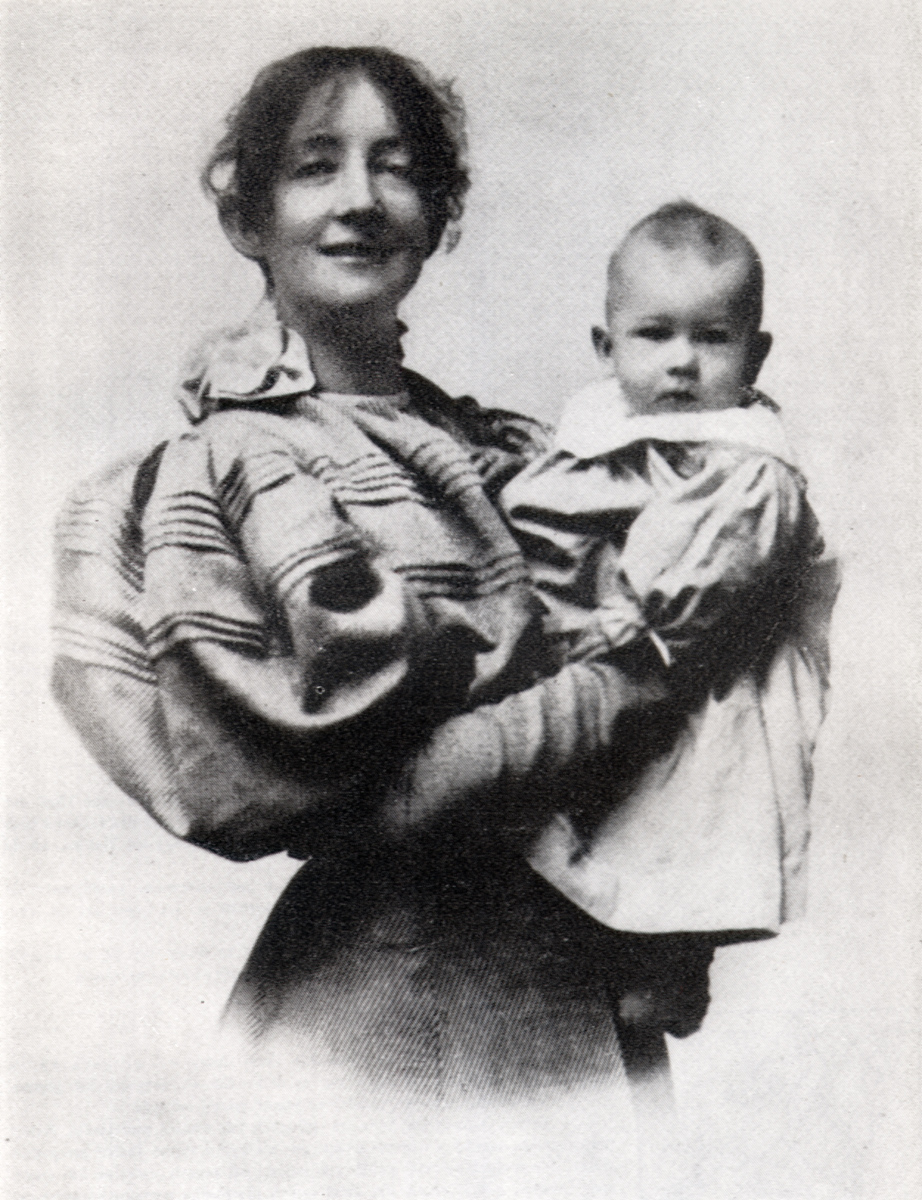
Przybyszewska se synem Zenonem, 1899

Przybyszewska překládala texty svého manžela do norštiny – z němčiny přeložila román Unterwegs (Cestou). V roce 1894 převedla Przybyszewska naopak z norštiny do němčiny Obstfelderovu novelu Liv pro časopis Pan, čímž položila základy pro úspěch tohoto autora v Německu.
V češtině vyšel od Dagny Przybyszewské jediný text – Moderní revue publikovala v roce 1899 dekadentní drama Hřích v anonymním překladu. Dílo vyšlo jak v časopise, tak jako samostatná publikace. Helena Kadečková zhodnotila tento překlad jako „velmi špatný“. Jiné zdroje uvádějí, že autorem překladu byl Hugo Kosterka a že byl u příležitosti vydání také recitován na prknech pražského Intimního volného jeviště.
Stanisław Przybyszewski měl mnoho milenek: Martu Foerderovou (po třech nemanželských dětech spáchala v roce 1896 sebevraždu), Mayu Vogtovou, malířku Anielu Pająkównu, a zejména Jadwigu Kasprowiczovou, s níž navázal dlouhodobý vztah. Manželku a děti nakonec opustil a zanechal ve Varšavě. Sama Przybyszewska měla poměry s jinými muži. Na jaře roku 1901 se vydala do Gruzie s Władysławem Emerykem, synem původně bohatého průmyslníka a mužem silně oddaným oběma manželům Przybyszewským. Manžel se měl připojit později.

## Smrt
Život umělkyně dramaticky skončil v hotelu v Tbilisi, kde Przybyszewska marně čekala na příjezd manžela. Władysław Emeryk zavraždil Przybyszewskou výstřelem zezadu do hlavy; po aktu obrátil zbraň také proti sobě. Plánováním vraždy se zaobíral delší dobu. Sepsal pět vysvětlujících dopisů na rozloučenou a jeden dopis určený policii, v němž se mimo jiného k činu přiznal a požádal, aby na mrtvé nebyla provedena pitva.

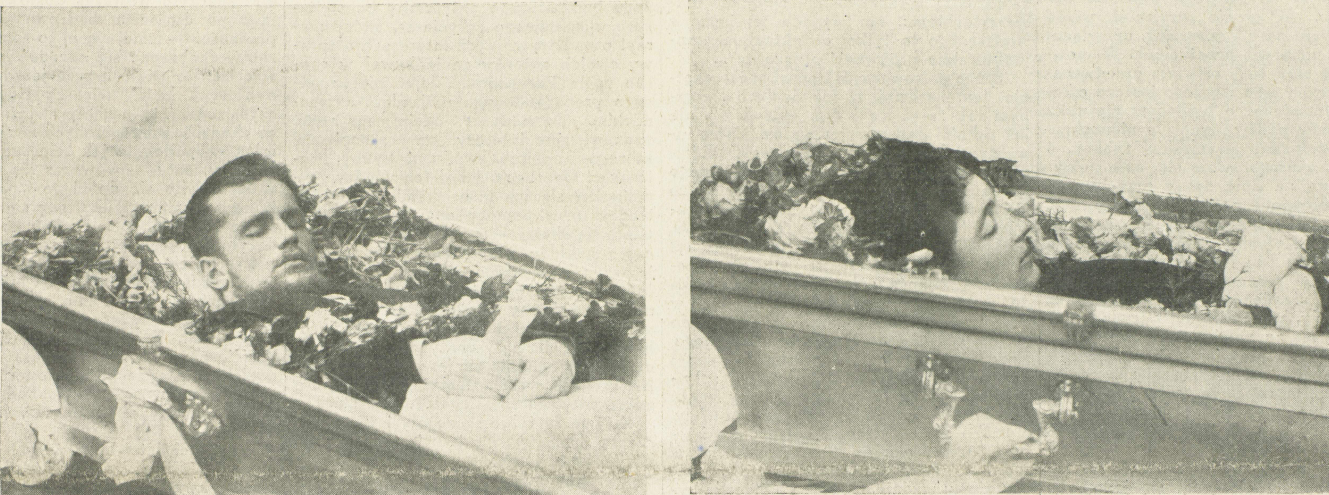
Pohřební fotografie Przybyszewské a Emeryka

Někteří literární badatelé (jako Stanisław Helsztyński nebo Tadeusz Boy-Żeleński) se domnívali, že hlavním motivem pro vraždu a sebevraždu byla Emerykova snaha „vysvobodit“ svého přítele Przybyszewského, přelétavého a nespokojeného, z manželství a současně uchránit jeho ženu před nepříjemným osudem, jenž ji nejspíše čekal. Roli patrně hrála též Emerykova vlastní finanční tíseň. Przybyszewski se na pohřeb své manželky a svého přítele nedostavil a v korespondenci si pouze stěžoval, že jej události kolem smrti ženy stály mnoho finančních prostředků. Jiří Krystýnek situaci uvádí jako jeden z mnoha příkladů Przybyszewského nemorálního a „padoušského“ chování vůči ženám.
Krátce po manželčině smrti se Stanisław Przybyszewski oženil s dosavadní milenkou, Jadwigou Kasprowiczovou, která již předtím opustila svého prvního chotě. Zajistil nicméně vydání alespoň části děl své první ženy. V roce 1902 vyšel v polském překladu ovdovělého manžela Stanisława cyklus Sing mir das Lied, hra Når solen går ned (Kiedy słońce zachodzi, Když slunce zapadá), hra Hřích a hra Ravnegård (Krucze gniazdo, Havraní hnízdo).
Osudy Dagny Juel Przybyszewské přitahovaly během 20. století pozornost tvůrců a několikrát byly zpracovány knižně i filmově. Peter Watkins zobrazil v roce 1974 Przybyszewskou ve filmu Edvard Munch jako svůdnou a destruktivní múzu, představovanou herečkou Iselin Bastovou. V roce 1977 natočil Haakon Sandøy snímek Dagny, kde protagonistku hrála Lise Fjeldstadová. Složitá osobnost byla zjednodušena na Munchovu uměleckou inspiraci a Strindbergovu femme fatale.

## Galerie

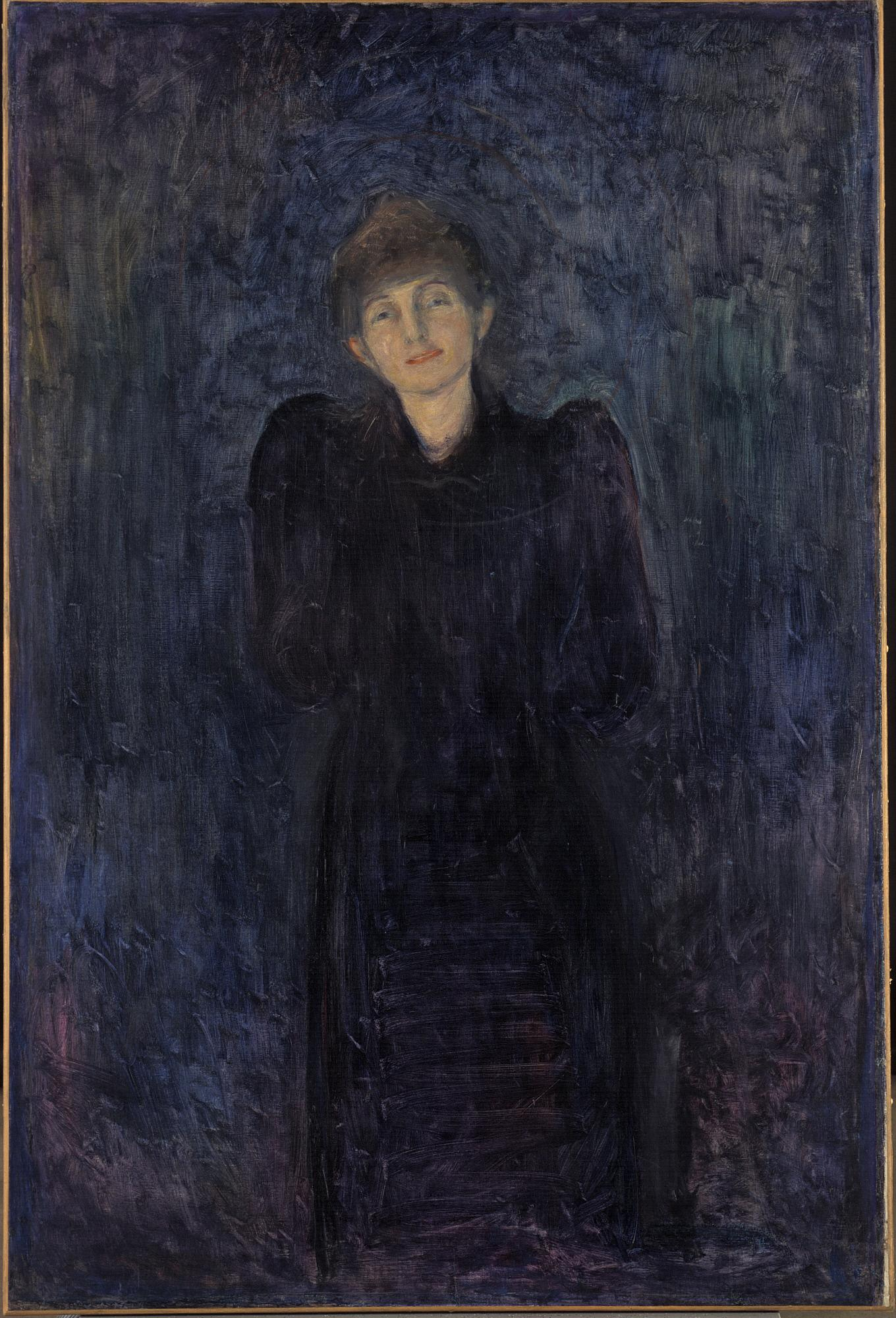
Edvard Munch, 1893
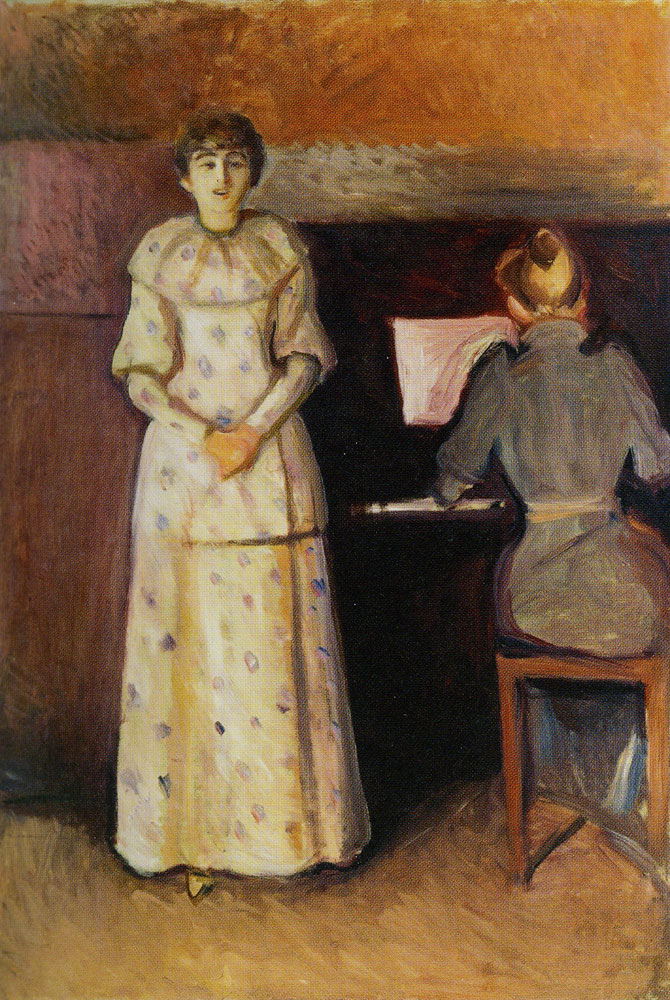
Edvard Munch, 1892/93, sestry Ragnhild a Dagny
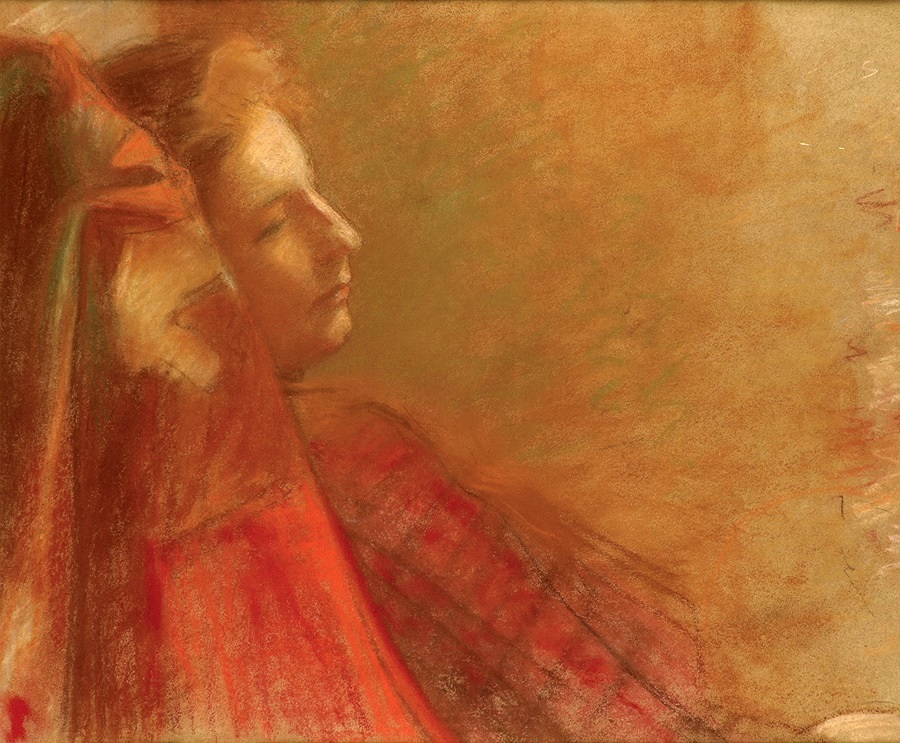
Wojciech Weiss, 1899
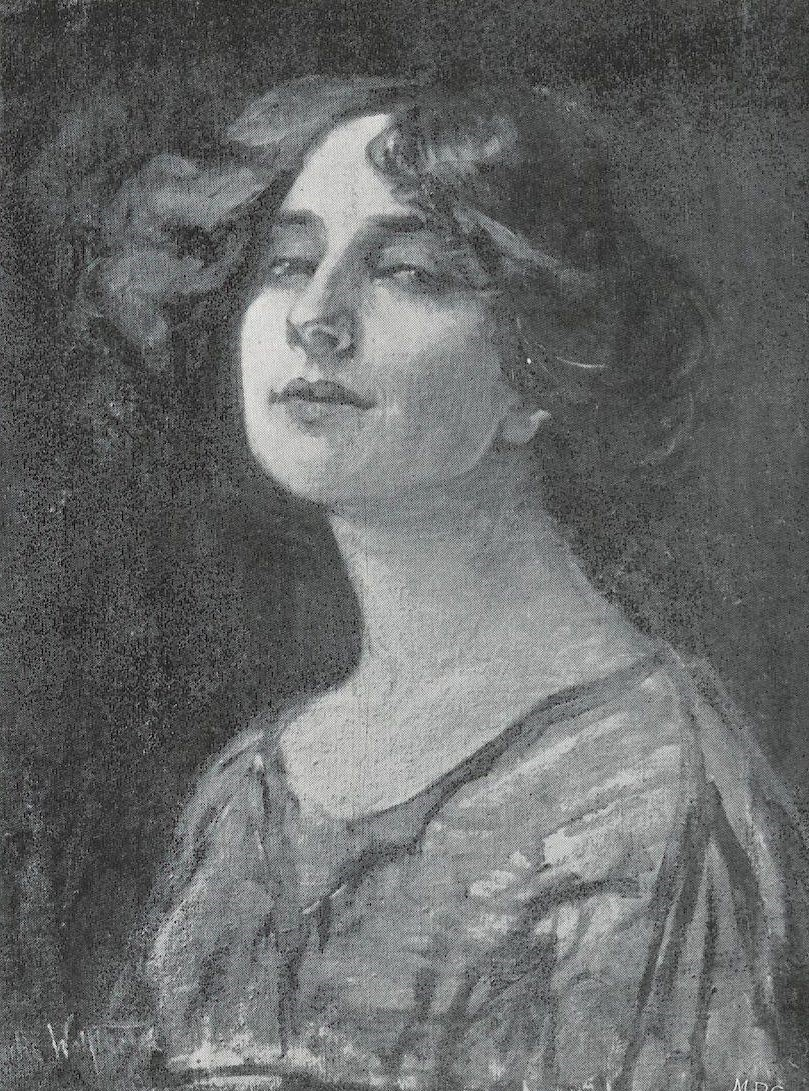
Julie Wolfthornová, před rokem 1901
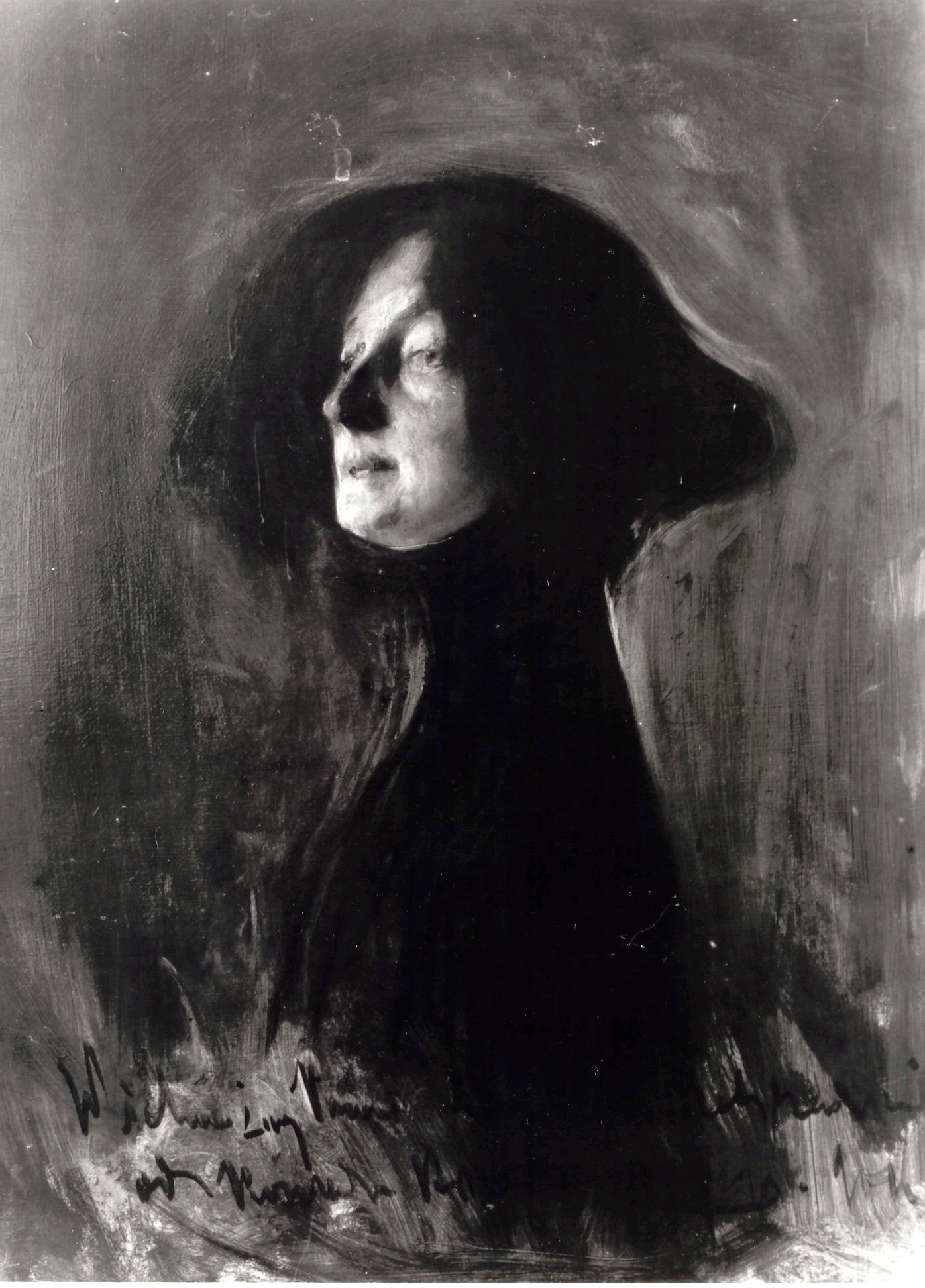
Konrad Krzyżanowski, 1901